# گونسالو مارونی
گونسالو مارونی (اسپانیایی: Gonzalo Maroni‎؛ زادهٔ ۱۸ مارس ۱۹۹۹) بازیکن فوتبال اهل آرژانتین است.